# Alan Beith

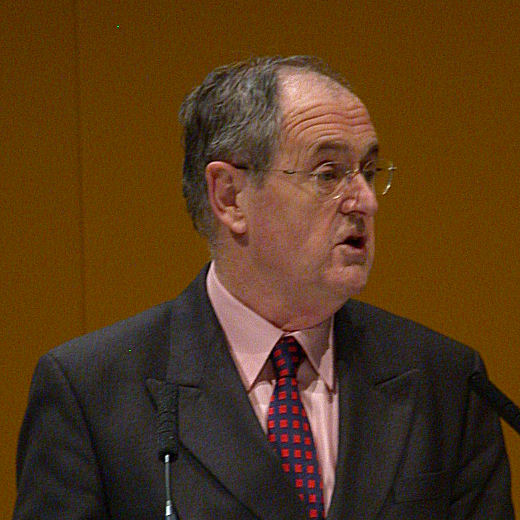
Alan Beith (2008)

Alan James Beith, Baron Beith, PC (* 20. April 1943 in Cheshire) ist ein britischer Politiker der Liberal Party und jetzt der Liberal Democrats.
Er war 1973 bis 2015 Abgeordneter im House of Commons für den Wahlkreis Berwick-upon-Tweed, wurde 2008 zum Knight Bachelor geschlagen. Nachdem er 2015 aus dem House of Commons ausgeschieden war, wurde er am 19. Oktober 2015 als Baron Beith, of Berwick-upon-Tweed in the County of Northumberland, zum Life Peer erhoben und stieg dadurch ins House of Lords auf.
In erster Ehe war er seit 1965 mit Barbara Ward († 1998) verheiratet. 2001 heiratete er in zweiter Ehe Diana Maddock, Baroness Maddock. Er hat keine Kinder.